# Seznam mest s tramvajskim prometom
Seznam mest s tramvajskim prometom.

## Zahodna Evropa

### Irska
- Dublin

### Združeno kraljestvo
- Birmingham
- Blackpool
- Douglas
- London
- Manchester
- Nottingham
- Seaton
- Sheffield

### Portugalska
- Lizbona
- Porto
- Sintra

### Španija
- Alicante
- Barcelona
- Bilbao
- Valencia
- Vélez-Málaga

### Italija
- Messina
- Milano
- Neapelj
- Rim
- Sassari
- Torino

### Francija
- Bordeaux
- Clermont-Ferrand
- Grenoble
- Lille
- Lyon
- Montpellier
- Mulhouse
- Nantes
- Orléans
- Pariz
- Rouen
- Saint-Étienne
- Strasbourg
- Valenciennes

### Belgija
- Antwerpen
- Bruselj
- Charleroi
- Gent
- Han-sur-Lesse
- Obalna tramvaj Kusttram

### Nizozemska
- Amsterdam
- Rotterdam
- Haag
- Utrecht – Nieuwegein

### Švedska
- Göteborg
- Norrköping
- Stockholm

### Norveška
- Oslo
- Trondheim

## Srednja Evropa

### Švica
- Basel
- Bern
- Zürich
- Lausanne
- Ženeva

### Nemčija
- Augsburg
- Bad Schandau
- Berlin
- Bielefeld
- Bonn
- Brandenburg
- Braunschweig
- Bremen
- Cottbus
- Darmstadt
- Dresden
- Erfurt
- Frankfurt na Majni
- Frankfurt na Odri
- Freiburg
- Gera
- Görlitz
- Gotha in Waltershausen
- Halberstadt
- Halle
- Hannover
- Heilbronn
- Chemnitz
- Jena
- Kassel
- Köln
- Leipzig
- Ludwigshafen
- Magdeburk
- Mainz
- Mannheim
- Merseburg
- Naumburg
- Nordhausen
- Plauen
- Potsdam
- Rostock
- Saarbrücken
- Schwerin
- Strausberg
- Stuttgart
- Ulm
- Wuppertal
- Würzburg
- Zwickau

### Poljska
- Bidgošč
- čenstohova
- Elbląg
- Gdansk
- Gorzów Wielkopolski
- Grudziądz
- Gornošlezijska mesta Katovice, Chorzov, Bytom, Gliwice, Siemianowice Śląskie, Zabrze, Będzin, Ruda Śląska, Świętochłowice, Sosnowiec, Dąbrowa Górnicza, Mysłowice - integrovani mestni promet KZK GOP
- Krakov
- Lodž
- Poznanj
- Szczecin

- Olsztyn
- Torunj
- Varšava
- Vroclav

### Češka
- Brno
- Liberec
- Most in Litvínov
- Olomouc
- Ostrava
- Plzeň
- Praga

### Avstrija
- Gmunden
- Gradec
- Innsbruck
- Linz
- Dunaj

### Slovaška
- Bratislava
- Košice

### Madžarska
- Budimpešta
- Debrecen
- Miskolc
- Szeged

## Vzhodna Evropa

### Finska
- Helsinki

### Estonija
- Talin

### Latvija
- Daugavpils
- Liepāja
- Riga

### Belorusija
- Mazir
- Minsk
- Navapolack
- Vicebsk

### Rusija
- Ačinsk
- Angarsk
- Astrahan
- Barnaul
- Čeljabinsk
- Čerepovec
- Dzeržinsk
- Habarovsk
- Irkutsk
- Ivanovo
- Iževsk
- Jaroslavelj
- Jekaterinburg
- Kaliningrad
- Karpinsk
- Kazan
- Kemerovo
- Kolomna
- Komsomolsk na Amurju
- Krasnoarmejsk
- Krasnodar
- Krasnojarsk
- Krasnoturjinsk
- Kursk
- Lipeck
- Magnitogorsk
- Moskva
- Naberežnije Čelni
- Nižnekamsk
- Nižni Tagil
- Nižni Novgorod
- Noginsk
- Novočerkassk
- Novokuzneck
- Novosibirsk
- Novotroick
- Omsk
- Orjol
- Orsk
- Osinniki
- Perm
- Pjatigorsk
- Prokopjevsk
- Rjazan
- Rostov na Donu
- Salavat
- Samara
- Sankt Peterburg
- Saratov
- Smolensk
- Stari Oskol
- Šahti
- Taganrog
- Tomsk
- Tula
- Tver
- Ufa
- Ulan-Ude
- Uljanovsk
- Usolje-Sibirskoje
- Ust-Ilimsk
- Vladikavkaz
- Vladivostok
- Volčansk
- Volžski
- Voronež
- Zlatoust

### Ukrajina
- Avdijivka
- Harkov
- Dnipro
- Doneck
- Družkivka
- Gorlivka
- Jenakijeve
- Jevpatorija
- Kadijivka
- Kamjanske
- Kijev
- Konotop
- Kramatorsk
- Krivi Rog
- Lvov
- Mariupol
- Mikolajiv
- Moločne
- Odesa
- Vinica
- Zaporožje
- Žitomir

### Bosna in Hercegovina
- Sarajevo

### Srbija
- Beograd

### Hrvaška
- Zagreb
- Osijek

### Romunija
- Arad
- Botoșani
- Brăila
- Brașov
- Bukarešta
- Cluj-Napoca
- Constanța
- Craiova
- Galați
- Iași
- Oradea
- Ploiești
- Reșița
- Sibiu - Rășinari
- Temišvar

### Bolgarija
- Sofija

### Grčija
- Atene

### Turčija
- Istanbul

## Azija

### Indija
- Kalkuta

### Severna Koreja
- Pjongjang

## Afrika

### Egipt
- Kairo in Heliopolis

## Severna Amerika

### ZDA
- Dallas
- Denver
- Houston
- Minneapolis
- Newark
- Portland
- Sacramento
- San Diego
- San Francisco
- San Jose
- Salt Lake City